# Союз 15
„Союз 15“ е съветски пилотиран космически кораб.

## Екипажи

### Основен екипаж
- Генади Сарафанов (1) – командир
- Лев Дьомин (1) – бординженер

### Дублиращ екипаж
- Борис Волинов – командир
- Виталий Жолобов – бординженер

### Резервен екипаж
- Вячеслав Зудов – командир
- Валерий Рождественски – бординженер

## Описание на полета
Това е кораб № 63 от модификацията Союз 7К-ТА-9 − вторият пилотиран полет на модификацията, предвидена за обслужване на орбиталните станции от типа Алмаз.
Предвиждало се това да бъде втората експедиция на орбиталната станция от типа „Алмаз“ − Салют-3 с продължителност от около един месец. Заради проблем в автоматичната система за скачване корабът не успява да се скачи. Екипажът прави три опита за ръчно скачване, но и те не са успешни. Заради намалялото количество гориво опитите са прекратени и е решено полетът да бъде прекратен.
Заради проблемите със системата за скачване следващият полет по програмата Алмаз е отложен, а ресурсът на Салют-3 изтича. Следващата станция по тази програма е Салют-5 и екипажът чака около 2 години до нейното изстрелване, за да работи на нея (станцията Салют-4 и корабите към нея са „цивилни“ и с други задачи).